# Internet Explorer 6
Microsoft Internet Explorer 6（マイクロソフト インターネット エクスプローラ シックス、略称：Internet Explorer 6 / IE6 / MSIE6）は、マイクロソフトが2001年8月27日（日本語版は同年9月19日）に公開した、Internet Explorerファミリーのウェブブラウザである。

## 概要
Windows XP、Windows Server 2003に同梱され、Windows NT 4.0、Windows 98、Windows 98 SE、Windows Me、Windows 2000に提供された。
2004年には8割以上のシェアを誇ったが、2011年からは設計の古さゆえのセキュリティホールや、HTMLの公式規格との大きなずれに起因するWeb開発者への負担が大きいなどの理由からマイクロソフトはIE8以降への移行を促しており、サポート打ち切りの目安となるシェア1%未満を目標としている。
2013年以降、Internet Explorer 6をインターネットから新規インストールしようとすると「ダウンロードの場所情報は壊れています。」とエラーが出てしまい、新規インストールすらできなくなってしまっている。しかしながら、IE6以外では動作しないウェブページが企業に多く存在するため、移行できない事態が発生している。
中華人民共和国では、2012年6月時点でもWindows XPが圧倒的なシェアを占めているため、IE6のシェアが2位である。
2014年4月9日、Windows XP向けのサポートが終了し、翌2015年7月14日にはWindows Server 2003向けのサポートが終了した。

## リリース履歴
| メジャー バージョン | マイナー バージョン | リリース日    | 変更点                                                                                             | 同梱されたWindows                             |
| ------------------- | ------------------- | ------------- | -------------------------------------------------------------------------------------------------- | --------------------------------------------- |
| バージョン 6        | 6.0 ベータ 1        | 2001年3月22日 | CSSの変更、不具合の修正、W3Cへの準拠。                                                             |                                               |
| バージョン 6        | 6.0                 | 2001年8月27日 | 6.0ベータ1で導入されていたスマートタグ機能を削除。サポートは2004年9月30日に終了した。              | Windows XP                                    |
| バージョン 6        | 6.0 SP1             | 2002年9月9日  | 更新プログラムの適用。サポートは2006年10月10日に終了した。                                         | Windows XP SP1 および Windows Server 2003     |
| バージョン 6        | 6.0 SP2             | 2004年8月25日 | 更新プログラムの適用。ポップアップとActiveXブロック機能を追加。サポートは2010年7月13日に終了した。 | Windows XP SP2 および Windows Server 2003 SP1 |
| バージョン 6        | 6.0 SP3             | 2008年4月21日 | 更新プログラムの適用。サポートは2014年4月9日に終了した。                                           | Windows XP SP3                                |

## 最小システム要件
- CPU：486/66MHz以上のCPU
- OS：Windows 98を搭載したコンピュータ
- ディスプレイ：スーパーVGA (800 x 600) 256色モニター
- デバイス：マウスまたは互換性のあるポインティング デバイス
- RAM：Windows 98の場合は64MB、Windows MeやWindows XPの場合は128MB
- 容量：Windows 98の場合は8.7MBの空きハードディスクドライブ、Windows NT 4.0以上の場合は12.7MBの空きハードディスクドライブ